# Rydbo
Rydbo is een plaats in de gemeente Österåker in het landschap Uppland en de provincie Stockholms län in Zweden. De plaats heeft 520 inwoners (2005) en een oppervlakte van 35 hectare.

## Verkeer en vervoer
Bij de plaats lopen de E18 en Länsväg 274.

## Geboren
- Gustaaf I van Zweden (1496-1560), koning van Zweden